# ۲۰ شعبان
۲۰ شعبان، بیستمین روز از ماه شعبان در تقویم هجری قمری است.
در تقویم هجری قمری قراردادی این روزدویست و بیست و هفتمین روز سال است.

## درگذشتگان
- ۳۵۲ - آلپ‌تگین حاکم غزنه